# Alfa Romeo Italdesign Visconti
L'Alfa Romeo Visconti è una concept car prodotta dal centro stile Italdesign insieme alla casa automobilistica italiana Alfa Romeo ed esposta al salone di Ginevra nel 2004.

## Il contesto
Nata dalla matita di Giorgetto Giugiaro, la Visconti è uno studio autonomo del centro stile Italdesign con il supporto dell'Alfa Romeo. Realizzata sul Pianale Premium, la vettura è un importante progetto di ammiraglia che coniuga una linea sportiva da coupé a quella di una elegante berlina caratterizzata da una carrozzeria molto filante progettata per andare incontro sia al massimo dell'aerodinamica che della sicurezza automobilistica.
Particolare è il cofano del bagagliaio posteriore che dona alla vettura un vano bagagli notevolmente spazioso e flessibile e la linea di cintura a livello delle ruote posteriori si ispira all'ultima serie di Maserati Quattroporte.
Il concetto, secondo Giugiaro, rispecchia il futuro dell'automobile: benché i tratti della vettura non siano futuristici come numerosi concept car esposti negli anni 2000, la Visconti anticipa numerosi stilemi che saranno intrapresi dall'industria automobilistica: la carrozzeria da coupé con portellone posteriore ha anticipato la moda delle automobili coupé con 4 porte tipo la Mercedes-Benz Classe CLS o l'Audi A5 Sportback, il frontale basso e arrotondato che presenta poche nervature e caratterizzato dall'assenza di spigoli, persino nella forma del tipico scudetto Alfa Romeo, rispecchia le future norme di omologazione previste dai crash test per la sicurezza dell'investimento dei pedoni e infine il motore di 3,2 litri che sviluppa la potenza di oltre 400 CV nel rispetto della filosofia del downsizing.

## Caratteristiche tecniche
Lunga 4,96 metri, larga 1,90 e alta 1,47 metri la Visconti sfrutta il Pianale Premium sviluppato nei primi anni 2000 dalla General Motors insieme al gruppo Fiat nella sua configurazione originale per adattarsi alla struttura delle grandi berline di segmento E con un passo di 2,83 metri. Le sospensioni anteriori a quadrilatero alto deformabili e le posteriori a bracci multipli in alluminio denominate multilink garantiscono un comparto tecnico notevolmente sportivo per una vettura a trazione integrale inseribile tramite un differenziale Torsen C. La trasmissione automatica è stata sviluppata dall'azienda giapponese Aisin: il cambio è il classico Q-Tronic con 6 rapporti disponibili nella modalità sequenziale.
Il motore adottato era il nuovo 3.2 cm³ alimentato a benzina della famiglia motoristica General Motors High-Frame con 6 cilindri inclinati a V di 60° e iniezione diretta JTS con fasatura variabile delle valvole e doppio turbocompressore in grado di sviluppare una potenza massima pari a 405 CV (298 KW) erogati a 6.000 giri/min per una coppia motrice di 680 N m disponibili a 2.000 giri/min. L'impianto frenante della Brembo utilizza quattro dischi carboceramici.

## Il nome Visconti
La denominazione Visconti è stata adottata da Giorgetto Giugiaro in onore dello stemma presente sul marchio della casa Alfa Romeo, ovvero il classico Biscione, che ha caratterizzato anche l'antica famiglia dei Visconti di origini milanesi. Secondo Giugiaro questa denominazione contribuisce a donare una maggiore importanza al prototipo oltre a rispecchiare le nobili origini della casa di Arese.